# 人类学
人类学一词，起源于古希腊语“（ánthrōpos，人）”以及“（lógos，逻各斯）”，意思是研究人的學科。這個學科名稱首次出現於德國哲學家亨德在1501年的作品《人類學——關於人的優點、本質和特性、以及人的成分、部位和要素》（Antropologium de hominis dignitate, natura et proprietatibus, de elementis, partibus et membris humani corporis），當時人類學這個字指的是人的體質構造。
當代人類學具有自然科學、人文學與社會科學的源頭。它的研究主題有兩個面向：一個是人類的生物性和文化性，一個是追溯人類今日特質的源頭與演變。民族誌同時指稱人類學的主要研究方法，以及依據人類學研究而書寫的文本。從事人类学研究的专家則称为人类学家（anthropologist）。
自從法蘭茲·鮑亞士與布朗尼斯勞·馬凌諾斯基在十九世紀晚期與二十世紀早期從事人類學研究後，這個學科就和其他社會科學學科區分開來，人類學強調對脈絡的深度檢視、跨文化比較（社會文化人類學本質上就是一門比較研究學科），以及對研究區域的長期、經驗上的深入了解，這往往稱為參與觀察。文化人類學格外強調文化相對性，並運用其研究發現來建構文化批判。這在美國特別風行，源於法蘭茲·鮑亞士對十九世紀種族主義的反對，經過瑪格麗特·米德倡導性別平等與性解放，到當代對於後殖民壓迫的批評，以及對多文化主義的提倡。
在美國，當代人類學通常劃分為四大分支：文化人類學或社會人類學、考古學、語言人類學、生物人類學或體質人類學。這個四大分支的人類學也反映在許多大學教科書，以及許多大學的人類學課程裡。在英國以及許多歐洲的大學，這些分支往往安置在不同的科系，且被視為不同的學科。
社會文化人類學受到後現代理論嚴重影響。1970與1980年代的認識論轉向，脫離了這個學科所熟知的實證論傳統。在這個轉向中，關於知識的本質與生產的各項議題，佔據了社會文化人類學的核心位置。相對地，考古學、生物人類學與語言人類學，很大程度上依然是實證論。由於這種認識論上的差異，甚至導致某些人類學系分家，例如史丹佛大學在1998-9學年，「科學家」與「非科學家」分成兩個科系：人類學，以及文化與社會人類學。稍後，在2008-9學年，史丹佛大學人類學重新整合為一個科系。

## 概述
人類學傳統上區分為四大分支：體質人類學、社會人類學（或稱文化人類學）、考古學以及語言人類學，每一分支有更精細的分支。這些分支的研究範圍經常有重疊之處，但往往各自運用不同的研究方法與技術。
1. 體質人類學：又稱生物人類學，運用一套演化理論架構，研究人類群體。生物人類學家已提出理論，解釋人類如何遍佈到地球的各個角落（例如，源出非洲與人类多地起源说這兩套理論之間的爭論），並嘗試解釋地理上的人類差異與種族。許多研究當代人類群體的生物人類學家，將他們的學科領域稱為人類生態學——它連結到社會生物學。人類生態學運用演化理論，以了解當代人類群體的現象。生物人類學的另一個大分支是靈長目學，在方法上大量採借田野研究生物學與生態學。綜而言之，體質人類學試圖透過對人類演化與適應、群體遺傳學與靈長目學，理解體質上的人類。次領域或相關領域包括古人類學（研究人類物種的演化歷史）、人體測量學、法醫人類學、人骨學與營養人類學。
2. 文化人類學：也稱為社會文化人類學或社會人類學（特別是在英國）。文化人類學是對於文化的研究，而且大多以民族誌為基礎，民族誌可同時用來指稱研究法與研究產物，換言之，就是一本專著或書籍。民族誌是一種實地的、歸納的研究法，大量依賴參與觀察。民族學包括對不同文化的有系統比較研究。在某些歐洲國家，所有的文化人類學都稱為民族學（這個名詞由寇拉［Adam František Kollár］於1783年所創）。[11]文化人類學的分支學科及相關領域包括心理人類學、民俗學、宗教人類學、族群研究、文化研究、媒體人類學與網路人類學，以及對於社會實踐與文化形式的傳播研究。對親屬與社會組織的研究是文化人類學的一個核心焦點，這是由於親屬是一種人類普同性（human universal）。文化人類學也包括下列各項：經濟政治組織、法律與衝突調解、消費與交換模式、物質文化、技術、下層結構、性別關係、族群、兒童養育與社會化、宗教、神話、象徵、價值、禮節、世界觀、運動、音樂、營養、休閒、遊戲、食物、節慶與語言等等。（語言也是語言人類學的研究課題）。
3. 考古學：研究人類物質文化，包括從遺址小心蒐集的器物（人類文化的古老物件）、博物館物件與當代的垃圾。[12]考古學家與生物人類學家、藝術史學家、物理實驗室（為了定年）以及博物館緊密合作。他們承擔保存發掘成果的責任，而且往往在博物館工作。一般上，考古學家被人聯想到「挖東西」，或是對古代遺址層位的發掘。考古學家依據長期存在的器物類型，將人類的時代劃分為幾個文化時期：舊石器時代、新石器時代、銅器時代，依據器物傳統與文化區域，可將這些時代進一步細分，例如奥都万或格拉維特（英语：Gravettian）。以這種方式，考古學家提供一個龐大的參考架構，說明人類曾經遷移的地方、他們謀求生計的方式，以及他們的人口分布。考古學家亦探討營養、象徵化、藝術、書寫體系，以及其他的人類文化活動物質遺留。
4. 語言人類學：試圖了解人類的溝通過程、口語與非口語、跨越時空的語言變異、語言的社會用途，以及語言與文化的關係。這個人類學分支將語言學研究方法用於人類學問題上，將語言形式與過程的分析連結到社會文化過程的詮釋。語言人類學家經常援引相關的學科，包括人類語言學、社會語言學、語用學、認知語言學、符號學、論述分析與敘事分析等等[13]。

人類學係由許多不同的源頭發展而來（參閱人類學史），包括（但不僅止於）化石蒐集、探查、紀錄片拍攝、古生物學、靈長目學、古物維護與博物館學、文字學、語源學、遺傳學、區域分析、民族學、歷史學、哲學與宗教研究，因此難以在一篇短文中描述這整個學科領域，即使有些學者嘗試撰寫整個學科的歷史。
另一方面，這已導致美國許多大學人類學系的內部不穩定，使得科系分家或分支重組（例如，史丹佛大學、杜克大學，最近則是發生在哈佛大學）。然而，從正面的角度看，在許多美國大學之中，人類學處於一個極少的、迫使人文學、社會科學與自然科學彼此面對面的位置。整體而言，人類學也在（二十世紀晚期）幾項跨學科領域的發展之中，居於核心地位，例如認知科學、全球研究、人機互動，與各種族群研究。

## 人類學家
人類學家指專門從事人類學研究的人。由於人類學分科眾多，個別的人類學家一般只研究其中一門或幾門分科。人類學家大都從事大學的教育工作，但越來越多人類學家從事應用工作。依據學科分支，人類學家可分為文化人類學家、社會人類學家、考古學家、語言人類學家、體質人類學家與民族學家等。
相對於其他學科的學者，人類學家從更廣闊的基礎來研究人類行為，因此更擅長從複雜的生物或文化層面，對人類進行總體的一般觀察。而透過文化人類學對不同文化的研究結果，常常對社會學家、心理學家、經濟學家的結論提出質疑和挑戰。因而人類學家常常扮演對社會科學富有建設性的角色。

## 历史

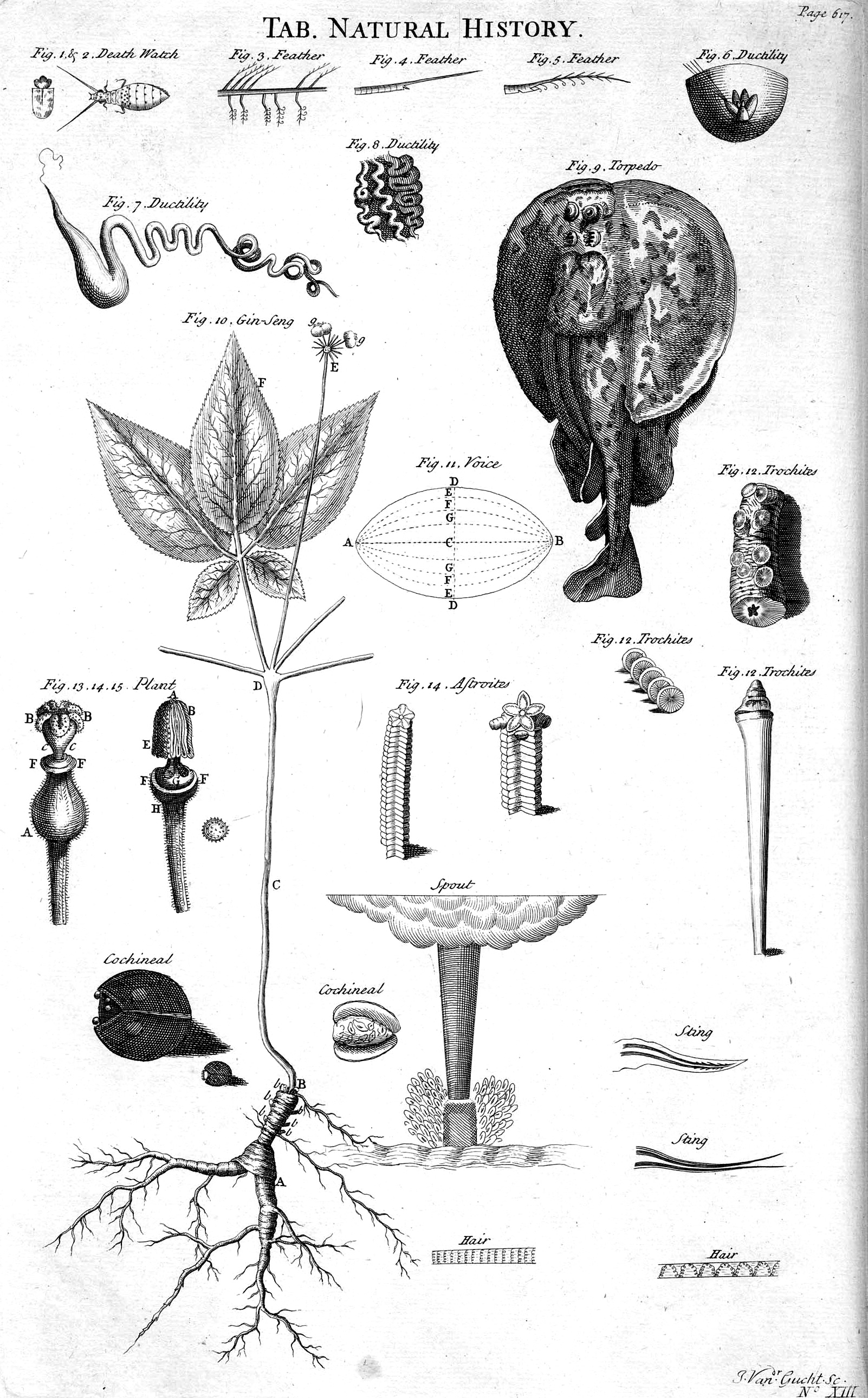
1728年百科全書中的博物學圖片

人類學家艾瑞克·沃爾夫曾將人類學描寫為：「最具科學性的人文學，以及最具人文性的科學」。當代人類學家認為某些早期思想家是他們的遠祖，而且這個學科有許多源頭；例如李維史陀就主張蒙田與盧梭是重要的影響者。
在英文世界，使用「人類學」（anthropology）這個術語來指稱一門研究人類的自然科學，首見於1593年。18世紀哲學家康德花費25年時間來撰寫他探討人類學的重要專著之一：《從實用主義觀點看人類學》(Anthropology from a Pragmatic Point of View，1798）。然而，康德往往不被認為是一位現代人類學家，因為他從未離開德國區域，他也未曾學習過自己文化之外的任何文化，而且事實上，他描述人類學的必要性，是將人類學當成他的主要學科哲學的一個輔助領域。但是，他確實在1772年開始敎授為期一年的人類學課程。人類學因此成為啟蒙時代與後啟蒙時代的學科。
人類學史專家，如馬文·哈里斯指出，實證人類學之中已興起兩個主要的架構：對於在不同空間的人群的比較，以及對於長期人類發展過程或是透過時間來看人類。哈里斯將時間回溯到古希臘與古羅馬，某些古代與中世紀作家與學者可能被認定是人類學家的先驅，這是就他們曾經研究並撰述不同民族風俗的這件事而論，包括希臘作家希羅多德（「歷史學之父」）；羅馬歷史學家塔西佗，他曾撰寫許多流傳至今且碩果僅存的關於古代塞爾特人與日耳曼民族的作品，希羅多德首先提到一些人類學持續關注的問題。
中世紀學者可被認定為現代人類學的先驅者，這是就他們曾對於在地理上「有別於」自己的一些人群，撰寫關於其風俗習慣的詳細研究這件事而言。柏郎嘉賓報導了他在蒙古帝國停留期間。他的報告在當時是不尋常的，在於它是對一個非歐洲文化的詳細描述！
馬可波羅對於自然、人類學與地理的有系統觀察，是跨越空間研究人類變異性的另一個例子。馬可波羅的旅行，帶他穿越一個多樣的人文景觀，而且他巨細靡遺描述在旅行途中所遇見的人群，因此這些人群為馬可波羅贏得了一個名號：「當代人類學之父」。
另一位最早從事民族誌型態的比較研究學者是11世紀的波斯學者比魯尼，他撰寫關於印度次大陸的人群、風俗與宗教。如同當代人類學家，比魯尼針對特定人群進行詳盡的參與觀察，學習他們的語言，研讀他們的主要經典，並運用跨文化比較，以客觀中立角度呈現他的研究。。他撰寫詳盡的比較研究作品，探討中東、地中海、特別是南亞的宗教與文化比魯尼的跨文化比較研究的學術傳統，透過伊本·赫勒敦在14世紀的作品，而在回教世界延續下去。
多數學者認為，當代人類學是啟蒙時代的產物，在這個時代歐洲人試圖有系統地研究人類行為，從15世紀開始的第一波歐洲殖民浪潮（15到19世紀）以來，歐洲人所知的人類行為多樣性正不斷增加。法學、歷史學、文獻學與社會學的各個學術傳統，在當時發展成為較接近這些學科的當代觀點，並觸發社會科學的發展，其中包括人類學。
古典學與埃及學等學科關於古代文明的有系統研究，提供資訊給考古學以及往後的社會人類學，就如同東亞與南亞語言與文化的研究也曾提供這類資訊。在此同時，由浪漫主義對於啟蒙運動的回應，誕生了赫尔德與威廉·狄爾泰等思想家，他們的作品構成了「文化概念」的基礎，這是人類學的核心概念。
在組織上，人類學源自於（布豐等作者所創立的）博物學的發展，這發生在歐洲自17世紀到20世紀的殖民時代。在這個時代所產生的民族誌研究計劃，是由殖民地行政機構所監督的針對「原始人類」的研究。
在18世紀晚期的啟蒙運動思想有一個將人類社會理解為自然現象的傾向，人類社會的活動合乎某些原則，也因此可從經驗角度加以觀察。在某些方面，對於歐洲殖民地的語言、文化、生理學與器物的研究方式，與探討當地植物相與動物相並無不同。
早期人類學劃分為兩派：單線演化論的支持者主張，所有的社會都歷經一條單一的演化過程，從最原始到最先進；另一派非線性理論家（non-lineal theorists）傾向支持其他概念，例如傳播論。大多數的19世紀社會理論家，包括人類學家，將非歐洲社會視為研究前工業化的人類歷史的視窗。
隨著各個學科在19世紀期間逐漸分化，人類學逐漸從博物學的生物學研究取向，也從純粹歷史與文學領域（例如古典學）區隔開來。常見的批評就是西方國家的許多社會科學家（例如歷史學家、社會學家與心理學家）過度偏重西方主題，而人類學家過度偏重「他者」（西方人的「異族」）；這個情況在20世紀末葉已有所改變，人類學家也逐漸研究西方主題，特別是西方社會中，跨越階級、區域或族群的變異，而且其他社會科學家逐漸採取全球觀點來探討他們的領域。

### 20世紀
在20世紀，各個學術學科在制度上被分為三大領域。自然或生物科學試圖從可重複與可驗證的實驗中，產生普遍法則。人文學一般上研究地方傳統，透過它們的歷史、文學、音樂與藝術，並強調對特定個人、事件或時代的理解。
社會科學普遍嘗試發展科學方法，以可歸納方式來理解社會現象，雖然這往往透過有別於自然科學的研究方法。特別是，社會科學經常發展出統計描述，而不是物理學或化學所推衍的普遍法則；或者社會科學可能透過更普遍原則來解釋個案，就如同在心理學的許多領域。人類學（就好比歷史學的某些領域）並不能簡單歸入這三大領域的其中一個，而且人類學的不同分支分別著墨於其中一個或或更多領域。
在西方殖民強權中誕生的人類學所採取的道路，普遍有別於南歐與中歐國家（義大利、希臘，以及奧匈帝國與鄂圖曼土耳其帝國的後繼國家）。在前者，學者所遇見的多元獨特的文化，其組織與語言往往有別於歐洲，這導致學者持續不斷強調跨文化研究，並接受某些類型的文化相對論。
另一方面，在中歐帝國的後繼國家，人類學家往往與民俗學家以及語言學家共同建立民族（國族）主義觀點。這些國家的民族學家傾向於專注在識別各種地方民族語言群體、記錄地方民俗文化，並透過博物館及其他大眾教育，以再現這個國家如何形成的史前史。
在這個架構中，俄羅斯佔據一個中間位置。一方面，它具有廣大的領土（大部分位於烏拉爾山脈以東），其中具有非常獨特、前工業化、無文字的人群，類似於美洲大陸的情況；另一方面，俄羅斯在某種程度上也參與中歐與東歐的民族主義論述。在1917年的革命之後，蘇聯與後來的蘇維埃陣營國家的人類學格外受到重視，並服膺於馬克思社會演化理論。

## 人類學的各國學術傳統

### 英國

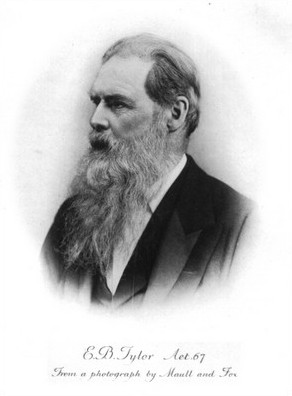
愛德華·伯內特·泰勒，十九世紀英國人類學家

愛德華·伯內特·泰勒（1832年10月2日-1917年1月2日）與詹姆斯·弗雷澤（1854年1月1日-1941年5月7日）普遍被認定是當代英國社會人類學的先行者。雖然泰勒曾前往墨西哥進行一場田野之旅，但他與弗雷澤都透過廣泛閱讀，而不是田野調查，產生其用於比較研究的資料，包括：古典學（古典希臘與羅馬的文學與歷史）、早期歐洲民俗學家的作品，以及來自傳教士、旅行家、與同時代民族學家的報告。泰勒大力倡導單線演化論與「人種的同一性」。泰勒特別為文化傳播論立下理論基礎，他主張各個人類群體，之所以具備類似的文化形式或技術，有三條途徑：「獨立發明、從一個遙遠區域的祖先傳承而來、從某個種族傳遞到另一個種族」。
泰勒對於人類學的文化概念，提出最早且具影響力的定義：「文化...是做為社會成員的人們透過學習而獲得的複雜整體，包括知識、信仰、藝術、道德、法律、風俗習慣，以及其他的能力與習性」。然而，正如史達慶（Stocking）所說，泰勒主要關注的是描述與定位特定文化成分的分布狀態，而非文化的更大功能；而且他似乎一向抱持英國維多利亞時代的進步觀，而非往後人類學家所提出的非定向的、多線的文化發展過程。
泰勒也建立關於人類宗教情感起源的理論，提出一套泛靈論的理論，視為宗教的最早階段，並指出「宗教」具有許多成分，其中他相信最重要的是對於超自然存在的信仰（這是相對於道德體系與宇宙觀等等而言）。弗雷澤是一位具有淵博古典學知識的蘇格蘭學者，他同樣關注宗教、神話與魔法。他的比較研究，其中最具影響力的是《金枝》這本印行無數版本的巨著，分析了世界各地宗教信仰與象徵的相似性。
然而，泰勒與弗雷澤都對田野調查不感興趣，他們也對文化成分與制度如何相配合不感興趣。在二十世紀之初，許多人類學家變得不滿意這種將各種文化成分分門別類的研究法；歷史重構也變得逐漸受到質疑。
在幾位後輩學者影響下，一種新的研究取向開始盛行於英國人類學家，關注以針對當時狀態的同時限（synchronic）分析，探討社會如何整合在一起，而不是貫時限（diachronic）分析或歷史分析；並強調長期的（一年到數年）深入田野調查。1898年，英國劍橋大學資助一支多學科的探險隊前往托雷斯海峽群島，由哈登（Alfred Court Haddon）負責組團，團員包括一位體質人類學家利弗斯（W. H. R. Rivers）以及一位語言學家、一位植物學家及其他專家。這支探險隊的研究發現，為民族誌敘述樹立新標準。
在十五年後，當波蘭裔英國人類學家布朗尼斯勞·馬凌諾斯基（1884-1942）正打算依據舊有模式，針對文化項目列表蒐集資料，展開短期田野調查之時，第一次世界大戰爆發，他因而受困在紐幾內亞。他以奧匈帝國公民身分居住於這處英國殖民地，這使他確實被困在紐幾內亞長達數年之久。
他運用這段時間，從事比先前的英國人類學家更加密集的田野工作，而且他的經典民族誌：《西太平洋的航海者》（Argonauts of the Western Pacific，1922）倡導一種田野工作研究取向，這成為田野研究的標準：透過參與觀察獲得「土著觀點」（當地人觀點）。在他革命性的創建下，人類學家（特別是文化人類學家）開始以親身赴當地與土著生活，乃至參與當地活動的方式進行各文化（特別是小型的部落文化）的研究與記錄。在理論方面，他提倡功能論的詮釋方式，檢視各種社會制度如何發揮功能，以滿足個體的需求。
英國社會人類學在戰間期（1918-1939）有一段擴張，重要貢獻者如馬凌諾斯基與梅爾·福提斯（Meyer Fortes）。
阿弗列·芮克里夫-布朗（也於1922年出版一本有發展性的作品。他在安達曼群島以傳統歷史重構方式進行了他首次的田野調查。然而，當他讀過法國社會學家艾彌爾·涂爾幹與牟斯的作品後，芮克里夫-布朗出版對於他的田野研究的論述，他給了一個簡單標題《安達曼島民》(The Andaman Islanders），重點放在儀式與神話的意義及目的。經過一段時日，他發展一套研究取向，稱為
結構功能論（structural functionalism），聚焦於社會各種制度如何發揮作用而產生制衡，或在這個社會體系中維持均衡，以使它和諧地運作（這套理論有別於馬凌諾斯基的功能論，而且與後來的法國結構主義人類學有著極大不同，後者檢視了語言與象徵的概念結構）。
馬凌諾斯基與芮克里夫-布朗的影響力源自於一項事實，他們如同鮑亞士，積極培養學生，並建立機構來達成他們有計畫的雄心。這特別是在芮克里夫-布朗的情況，他在跨越大英國協的多所大學授課，以傳播他的「社會人類學」議題。從1930年代晚期開始，有一連串的專書與編輯成冊的巨著出版，鞏固了「英國社會人類學」的理論典範。有名的民族誌包括艾德華·伊凡-普理查的《努爾人》（The Nuer）與福提斯的《塔倫西人氏族的動力》（The Dynamics of Clanship Among the Tallensi）；有名的編輯巨著包括《非洲親屬與婚姻的體系》（African Systems of Kinship and Marriage）與《非洲政治體系》（African Political Systems）。
麥克斯·格拉克曼連同他在羅德斯李文斯頓研究所（Rhodes-Livingstone Institute）的多位同事以及他在曼徹斯特大學的學生，共同稱為曼徹斯特學派，透過引介具有馬克思學派訊息的理論、他們對衝突及其調解的強調，以及他們對個人妥協於社會結構與利用社會結構可能性的關注，將英國社會人類學帶往一些新方向。
在英國，人類學具有巨大的知識影響力，它「有助於基督教力量的侵蝕、文化相對論的增長、覺察到原始人群在當代生活的存續狀態，並以貫時限分析模式取代同時限的模式，這些都是當代文化的核心」。
後來在1960與1970年代，艾德蒙·李區與他的學生瑪麗·道格拉斯及努爾·亞爾曼（Nur Yalman），以及其他學者共同引進了李維史陀風格的法國結構主義；然而英國人類學持續強調社會組織與經濟，勝過於象徵與文學的議題。在英國、法國與美國的社會文化人類學之間的差異，隨著逐漸增加的理論與方法論對話及採借，而逐漸減少。如今，英國社會人類學採用了各國的其他社會理論，並分支朝著許多方向發展。
在大英國協國家，社會人類學往往在學院制度上與體質人類學及靈長類學區分開來，後者可能連結到生物學或動物學系；也與考古學區分開來，考古學可能連結到古典學、埃及學等等的科系。在其他國家（以及在某些特別是規模較小的北美地區大學），人類學家在學院制度上可能連結到民俗學、博物館學、人文地理學、社會學、社會關係、族群研究、文化研究與社會工作。

### 美國

#### 1800年代到1940年代
從美國人類學在十九世紀早期發軔到二十世紀早期為止，受到美國原住民社會的存在所影響。

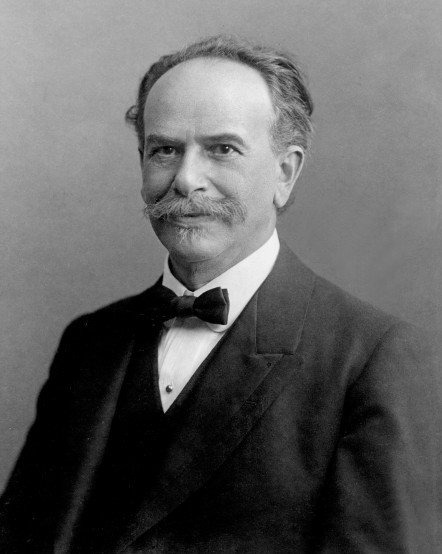
法蘭茲·鮑亞士，當代人類學的先驅之一，「美國人類學之父」。

美國文化人類學大大受到美國原住民社會可立即做為民族誌研究主題這項事實所影響。這個領域由印地安事務局與史密森尼學會的美國民族學局擔任開路先鋒，例如約翰·威斯利·鮑威爾與弗蘭克·漢密爾頓·庫興（Frank Hamilton Cushing）。
來自紐約州羅徹斯特的律師摩爾根（1818-1881），成為易洛魁人的擁護者與民族學家。他對於宗教、政府、物質文化、特別是親屬模式的比較分析，確實對人類學具有深遠影響力。正如與他同時代的其他學者（例如艾德華·泰勒），摩根主張人類的各個社會可依據一套進步程度的量表，而被歸類到各個文化演化類別之中，範圍從「蒙昧」、「野蠻」到「文明」。普遍而言，摩爾根運用技術（例如弓箭製作或陶器）做為各文化在這個量表上的地位指標。

#### 鮑亞士學派人類學
法蘭茲·鮑亞士建立美國的學術人類學，反對演化論觀點。鮑亞士的研究取向是實證的、對於過度歸納抱持懷疑，而且迴避建立普遍法則。例如，鮑亞士研究移民子女，以呈現生物種族並非不可改變，人類行為源自於後天養育，而非先天生成的。
受到德國傳統所影響，鮑亞士主張世界充滿著各種獨特的文化，而不是某些社會，可依其文明程度多寡來測量其演化程度。他相信每個文化都必須從它的特殊性而被研究，並主張跨文化的歸納，類似於自然科學的歸納，是不可能達成的。
藉此，鮑亞士對抗對移民、非洲裔美國人與美國原住民的歧視許多美國人類學家採用他的論點來支持社會改革，而且時至今日，種族理論依然是人類學家熱衷的研究主題。所謂的「四大分支」人類學源自於鮑亞士學派人類學，將這個學門區分為四個重要且相互關聯的領域，包括社會文化人類學、體質人類學、語言人類學與史前人類學（考古學）。美國人類學持續受到鮑亞士學派傳統所深刻影響，特別是對於文化的強調。

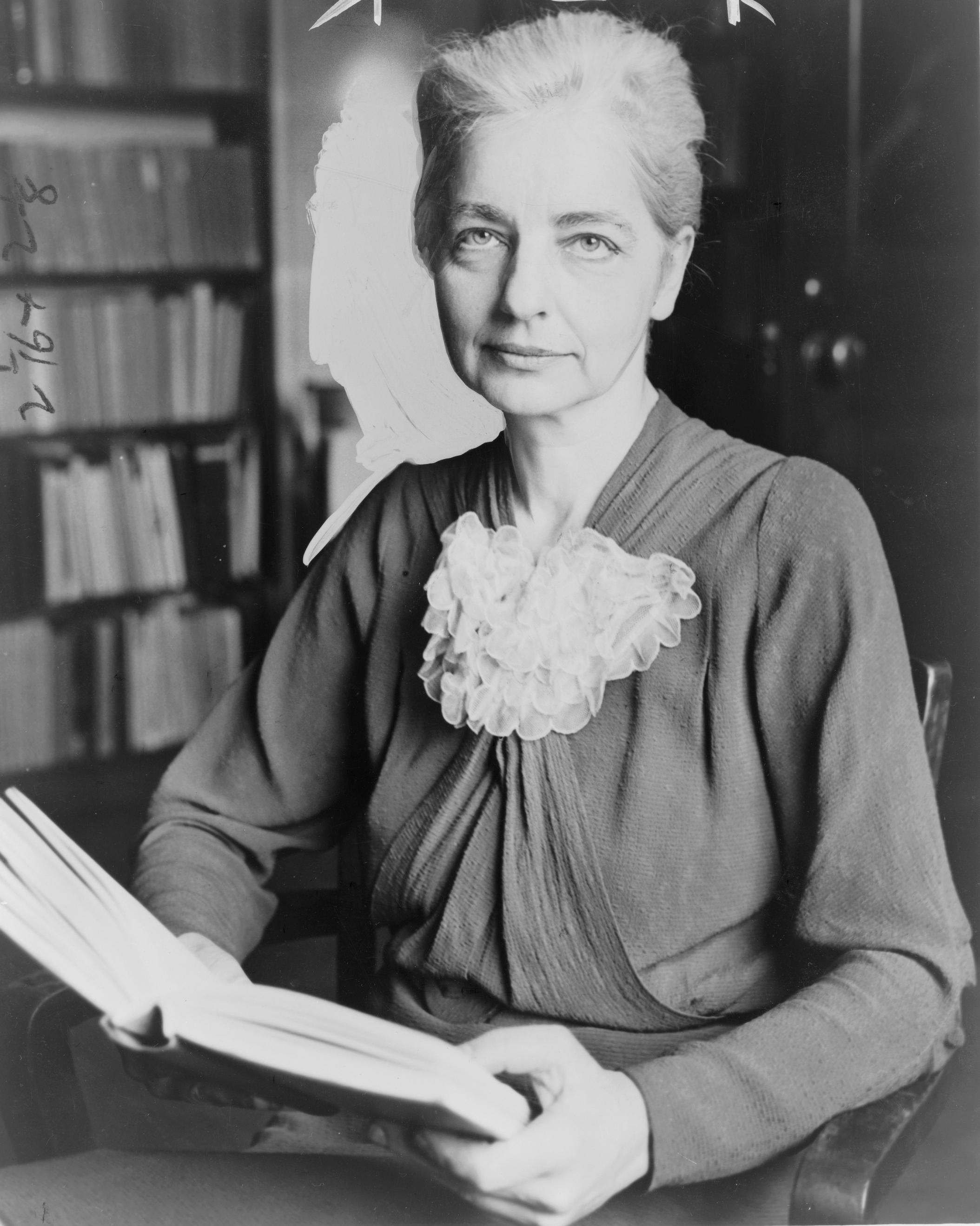
露絲·潘乃德，攝於1937年

鮑亞士運用他在哥倫比亞大學與美國自然歷史博物館的職位，訓練並發展了許多世代的學生。他的第一代學生包括亞弗列·克魯伯（Alfred Kroeber）、羅伯特·羅維、艾德華·斯皮爾與露絲·潘乃德，他們每個人都對北美原住民文化撰述了豐富內容的研究。他們提供豐富資料，以攻擊單線演化過程的理論。克魯伯與斯皮爾將研究焦點放在北美原住民語言，這有助於將語言學建立成一門真正普遍的科學，並使它從歷史上專注於印歐語言的這個狀態解放出來。
克魯伯所撰寫的教科書《人類學》（Anthropology）的出版，標示了美國人類學的一個轉折點。鮑亞士在花費三十年匯集資料後，他感到有一股越來越強大的進行歸納的動力。這在「文化與人格」（Culture and Personality）研究興起時最為明顯，這是由鮑亞士的年輕一輩學生，例如瑪格麗特·米德與露絲·潘乃德等人所進行的。他們受到心理分析心理學家如弗洛依德與卡爾·榮格所影響，尋求理解個體的人格特質，受到在其成長過程中的更大文化與社會力量所塑造的方式。
雖然《薩摩亞人的成年》（Coming of Age in Samoa）與《菊花與劍》這兩本書依然受到美國大眾歡迎，但米德與潘乃德並不像某些人預期的，她們對人類學這個學科從來沒有這麼大的影響力。鮑亞士原本計劃讓潘乃德接任哥倫比亞大學人類學系主任的位置，但她被拉爾夫·林頓所排擠，而且米德的職位一直被侷限在美國自然歷史博物館。

### 加拿大
加拿大人類學，正如同殖民世界的其他地方，始於旅行家與傳教士的記錄之中的民族學資料。在1600年代的加拿大，耶穌會傳教士例如LeClercq、Le Jeune與Sagard神父，提供了後來加拿大領土範圍內的原住民部族最古早的民族誌記錄。
加拿大的學術人類學始於一個政府部門：加拿大地質調查局（Geological Survey of Canada），以及喬治·道森（George Mercer Dawson，1895年的局長）。道森對人類學的支持，創造了支持人類學在加拿大發展的動力。這由威爾弗里德·勞雷爾首相任內擴張規模，在1910年他在地質調查局設置人類學部門。其中聘用的人類學家來自英國與美國，為獨特加拿大風格的人類學立下基礎。早期學者包括傑出的語言學家與鮑亞士學派的愛德華·薩丕爾。
加拿大人類學經常意識到南方的龐然大物：美國。加拿大人類學創立的年代比美國更晚近；第一個人類學系是在1925年於多倫多大學設立。有許多科系及博物館的創始者依然健在。許多加拿大人類學家是越戰當時的意識形態難民，他們逃離美國並選擇留在加拿大，發展當地的人類學傳統，經常關注對加拿大社會的研究。
加拿大人類學與美、法、英三個主要的當代國家傳統有著緊密關聯。美國傳統是因這兩國的地理位置以及部份來自探討原住民族的共同經驗；法國傳統（特別在魁北克）是因法國人為創立加拿大的兩個民族之一；英國傳統則是因殖民（以及後殖民）歷史的結果。
反美國主義在加拿大不斷消長，但在1970年代達到高峰，這同時出現於人類學與加拿大社會本身。在同一時代，加拿大人類學系的擴增，導致大量從外國引進教師，大部分來自美國。近年來隨著教師逐漸退休，世代交替的結果產生另一波引進外國教師。在加拿大的一些小規模大學，人類學較可能與社會學合為一系，事實上這在幾所較大規模的大學依然如此，如不列顛哥倫比亞大學與卡爾頓大學。卡加延大学與西門菲莎大學則分別有人類學系與考古學系。魁北克的人類學維持與歐洲及法語系國家的強力連結。
基本上，加拿大每個人類學系都會有研究第一民族的專家。在加拿大，原住民族事務在公共文化上比起美國更加醒目，這是由於每個省份及領土都具有活躍的原住民群體。加拿大原住民廣泛被認定為創立加拿大的三個民族之一。人類學家與原住民社群的合作相當普遍，而且許多人類學家相當活躍於在政治議題上，代表他們共同合作的原住民族發聲。加拿大人類學家也從事世界各地的研究，就如同他們研究自己社會一樣。

### 法國

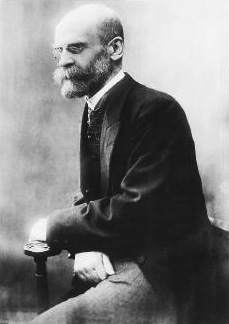
塗爾幹

法國人類學的系譜並不像英國或美國傳統一樣清楚，部分是因為法國許多對人類學具影響力的作者，具有社會學、哲學或其他非人類學的學科訓練或學術職位。大多數的評論者認為社會學家塗爾幹的侄子莫斯（1872-1950）是法國人類學傳統的創始者。莫斯屬於塗爾幹《社會學年報》（Année Sociologique）的學術群體；而且雖然塗爾幹及其他學者檢視的是當代社會的狀況，牟斯及他的同事（例如Henri Hubert與Robert Hertz）著墨於民族誌與文獻學，以分析尚未如同歐洲國家一般被「階層化」的社會。牟斯的兩部作品特別具有持久的關聯性：《禮物》（The Gift），這是一本探討交換與相互關係（reciprocity，或譯互惠）的作品，並引發許多後續著作；以及他的赫胥黎演說，討論人觀（the notion of the person），這是第一本以跨文化角度，討論人觀與自我觀的比較研究作品。
在戰間期，法國對人類學的興趣往往切合於更大規模的文化運動，例如超現實主義與原始主義（primitivism），它們援引民族誌做為靈感泉源。馬塞爾·格里奧爾與Michel Leiris這兩人是將人類學與法國前衛相結合的例子。在這段期間，被稱為「民族學」ethnologie的東西都侷限於博物館，例如由Paul Rivet所創立的「人類博物館」（Musée de l'Homme），而且人類學與民俗研究具有緊密關係。
然而，最重要的是李維史陀協助了法國人類學的制度化。除了他的結構主義對於跨越許多學科的巨大影響力之外，李維史陀建立了美國與英國人類學家的連結。在此同時，他在法國各地建立研究中心與研究室，以提供人類學之內的一套制度脈絡，他也訓練幾位具影響力的學生，例如Maurice Godelier與Françoise Héritier，他們對法國人類學世界確實有極大影響。今日法國人類學的許多特性，源自於大多數人類學研究都在國家資助的法國國家科學研究中心所進行，而不是在大學科系。
其他在1970年代具影響力的作者包括Pierre Clastres，他在對於巴拉圭的Guayaki部族所寫的書中，提到「原始社會」主動對抗國家的制度。因此，這些無國家的社會並不是比具有國家的社會更不先進，而是採取主動選擇，將國家制度變換成一個來自社會的單獨功能。領導人只是為一個群體發聲的發言人，當這個群體需要跟其它群體往來時（「國際關係」），但並不具有群體內部的權威，而且當這個領導人想濫用職位時，群體可猛然讓他去職。
從傅科與李維史陀之後，法國最重要的社會理論家是皮耶·布迪厄，他早年的學術訓練是哲學與社會學，最後獲得法蘭西學院的社會學講座。然而，如同牟斯及其他在他之前的學者，他的研究主題同時包括社會學與人類學。他對於阿爾及利亞卡拜尔人的研究使他穩坐人類學的堅強地位，而他對於歐洲社會時尚與文化資本的功能與再生產的分析，則讓他穩坐社會學的堅強地位。

### 歐陸
希臘與葡萄牙的人類學受到英國人類學影響較多。希臘從十九世紀以來有一門民俗科學，稱為laographia（laography），採用「對國內研究的科學」的形態，雖然它的理論薄弱；但這門學科的內涵在二次大戰之後有了深刻改變，當時有一批英美人類學家引進一門「對外研究」的科學。在義大利，民族學與相關研究的發展所受到的注意，並不像其他學科一樣多。

### 日本
在日本的大學，一般來說，隸屬於理學部生物學系的「自然人類学」（華語譯為「體質人類學」），以及社会科学系学部設置的文化人類学，在學院制度上完全分離。在学会方面也是如此，自然人類学的日本人類学会，也與文化人類学的日本文化人類学会（舊名為日本民族学会）區隔開來。然而，就日本的人類學特色而論，存在著受到今西錦司所影響的靈長類學，以及立場介於自然科学與社会科学中間的生態人類學傳統。

## 二次大戰後歐美人類學的對話
在二次大戰之前，英國「社會人類學」與美國「文化人類學」依然是明顯區分的兩個傳統。在戰後，有足夠數量的英國與美國人類學家彼此採借概念與方法論取向，因此有些人開始將這兩個傳統合稱為「社會文化人類學」。
在1950年代與1960年代中期，人類學逐漸傾向於以自然科學為典範。某些人類學家，例如Lloyd Fallers與克里福得·葛茲，聚焦於現代化過程，新獨立國家可藉此而發展。其他學者，例如朱利安·史都華與懷特（Leslie White），聚焦於社會如何發展與適應於他們的生態區位——這個取向藉由馬文·哈里斯而大行其道。受到卡爾·博蘭尼所影響且由馬歇爾·薩林斯與喬治·道爾頓（George Dalton）所實踐的經濟人類學，挑戰了標準的新自由主義經濟學，而將文化與社會因素納入考慮，並將馬克思學派的分析方式運用於人類學研究。在英國，社會人類學的理論典範開始分裂，當麥克斯·格拉克曼與彼得·伍斯利（Peter Worsley）嘗試採用馬克思理論，而其他研究者如羅德尼·尼丹（Rodney Needham）與艾德蒙·李區將李維史陀的結構主義融入他們的作品。
結構主義在1960年代與1970年代也影響了許多學科發展，包括心理人類學、認知人類學與成分分析。有些作者，例如大衛·施奈德（David Schneider）、克里福得·葛茲與馬紹爾·薩林斯發展了一套更顯露內裡的文化概念，將文化視為意義或含義的網絡，這在人類學之內與之外都非常受歡迎。呼應這些時代的議題，許多人類學家參與政治，透過阿爾及利亞獨立戰爭以及對越戰的反對；馬克思理論變成這個學科越來越受歡迎的理論取向。到了1970年代，在一些選集，例如《重新發明人類學》（Reinventing Anthropology），作者們就擔憂人類學的中立性。
自從1980年代以來，權力成為人類學的核心議題，例如艾瑞克·沃爾夫的《歐洲與沒有歷史的人》（Europe and the People Without History）。在1980年代，像是《人類學與殖民遭遇》（Anthropology and the Colonial Encounter），反思人類學與殖民不平等的關連，在此同時安東尼奧·葛蘭西與米歇爾·傅柯等等理論家的無盡影響力，將權力與霸權的議題成為矚目焦點。性別與性議題成為受歡迎的題目，正如歷史與人類學的關係，再度受到馬紹爾·薩林斯所影響，他援引李維史陀與費爾南·布勞岱爾的作品，以檢視介於社會結構與個人施為者之間的關係。同樣對這些議題有影響力的作者包括尼采、馬丁·海德格爾，以及法蘭克福學派、雅克·德希達與雅各·拉岡的批判理論。
在1980年代晚期與1990年代，喬治·馬庫斯（George Marcus）與詹姆士·克力弗（James Clifford）思索民族誌的權威（ethnographic authority），特別是人類學知識如何（與為何）可以成立與具權威性。他們反映著這個學門的女性主義者所發起的研究與論述，雖然他們辯解說自己特別關注在這些先驅的批評。然而，女性主義者建立理論與研究方法的重要面向變成「習慣上所必須的」，是人類學「後現代時刻」的一部份；民族誌變得更具反身性，明確表明民族誌作者的研究法，文化、性別與種族的立場，以及這些因素對於她（或他）的民族誌分析所具有的影響。這是當時流行的一股更普遍的後現代潮流的一部份。當前的人類學家注意的是當代世界的諸多議題，包括全球化、醫療與生物科技、原住民權利、虛擬社群，以及工業化社會的人類學。

## 華人地區的人類學
人類學這門學科進入華人地區之後，在中國大陸、臺灣、香港等地的學術圈都長足發展，1950年年後開始有中國學者進行體質人類學研究。以下分別介紹這些地區的人類學傳統。

### 中國大陆
在清光緒末年（1875-1908年），就有人把摩爾根的《古代社會》譯成中文。1904年梁啟超曾在他所辦的《新民晚報》刊登《中國人種學考》，嚴復也曾翻譯社會人類學的文章。林紓與魏易將德國人哈伯蘭原著、1900年由羅威翻成英文的《民族學》譯為中文，由北京大學堂書局出版。1900年清朝政府頒布《大學學制及其學科》，設有《人類及人種學》課程。1912年，中華民國政府教育部頒布的大學學制及其學科也設有此課程。
中國正式使用「人類學」一詞是在1916年，由孫學悟在中國科學社《科學》雜誌發表「人類學之概略」一文。1926年，蔡元培撰寫「說民族學」一文，正式介紹民族學。蔡元培1907年留學德國，專攻哲學及人類學，返回中國擔任北京大學校長期間（1917-1927年），曾設人類學講座，是中國人類學與民族學的奠基者。
依據鄭德坤的看法，從1920年代到1949年中國人類學的發展可分為三個學派。
- 首先是南京的「歷史學派」，由蔡元培創立。1928年，中央研究院在南京成立，首任院長為蔡元培，並成立歷史語言研究所。提倡文化人類學的本土化，名之為民族學。以歷史文獻為對象，兼及民俗、考古及語言學，並以實地調查為手段。參加者包括凌純聲、芮逸夫、陶雲達、嚴復禮等。
- 第二個學派是广州的「民俗學派」，由顧頡剛創立。1920年代北洋政府歧視教育工作，北京大學的一批國學家南遷，初至廈門大學，當時顧頡剛提倡民俗學、歌謠學、民間文學。後移往廣州中山大學，成立民俗學研究中心，參加者包括鍾敬文、楊成志、衛惠林、楊昆等。
- 第三個學派是北京的吳文藻創立的「社會學派」，以北京燕京大學社會學系為中心，吳文藻介紹社會人類學理論，也做實地調查，參加者包括林耀華、費孝通、楊慶昆、李安宅、李有義等人。

抗戰期間，這三派學者會合集中前往昆明與成都，從事邊區民族調查。深入西康、西藏地區者有李安宅、莊學本、劉思蘭等。四川、雲南一帶有凌純聲、芮逸夫、林耀華等。貴州、廣西一帶有黃現璠、費孝通、楊成志等。
1949年中華人民共和國成立後，部分歷史學派人士，包括凌純聲、芮逸夫、衛惠林等人，隨中央研究院遷往台灣（詳見下節）。社會學派繼續留在中國，參與各地民族學院與民族研究所的設立，吳文藻主持中央民族學院。

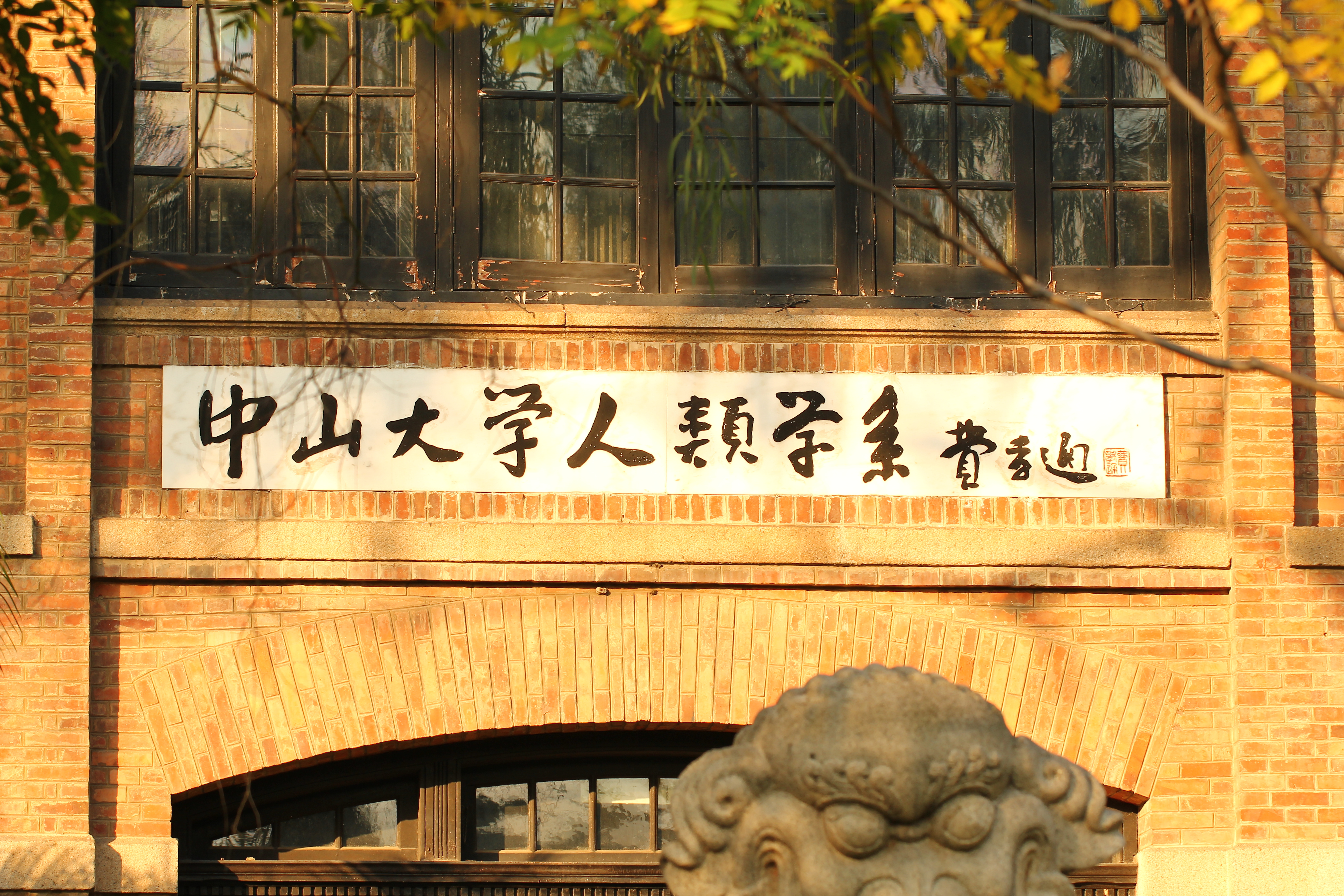
中山大學人類學系，該建築原為馬丁堂。

然而在1952年，中國宣佈人類學與社會學是資產階級學科，相關科系均遭到裁撤。費孝通、黃現璠則在1957年被劃為右派，他们與同事被指派參與民族學工作，從事少數民族識別，依據史達林在1942年對摩爾根及恩格斯社會進化論的重新詮釋，而且這個民族識別的方法較多源自於民俗學研究，而不是社會文化人類學。費孝通本人並不認為需要清楚劃分人類學、社會學與民族學，這是中國學者的一種務實態度。
這段時期現代中國人的體質人類學的研究寥寥無幾。在中國大陸，只有董悌忱的廣西壯族體質的人類學研究 。1966年，董悌忱在文化大革命中遭迫害自殺。1969年，吴定良也在文化大革命中遭迫害自殺 
。
在1978年改革開放後，人類學在中國逐漸復甦。1981年在中國社會科學院與國家教育委員會的贊助下，中國人類學學會成立。就在同一年，廣州中山大學重新設立人類學系，分有考古學及民族學專業。1984年廈門大學成立人類學系，提供第一個人類學專業。此後，許多人類學課程與研討會陸續展開。然而，這些重新復甦的人類學主要是文化人類學，相較於這個人類學分支在改革開放之前所受到的壓抑，體質人類學及考古學具有長期穩定的學科發展，也有獨立的學術研究機構。文化人類學同時面臨必須與民族學相競爭的局面，民族學在1970年代末期即已搶得發展的先機，特別是黃現璠創立的民族學領域的“八桂學派”，更是碩果累累。因此文化人類學在1980年代極力爭取自身的學術地位，希望建立具有本國特色的人類學研究，並協助國家的四個現代化進程。
目前，中國大陸地區設立人類學或民族學專業的高校包括北京大學社會學系（社會學人類學研究所，為一個機構兩個名字）、中山大學人類學系、廈門大學人類學與民族學系、中央民族大學民族學與社會學學院、雲南大學民族學與社會學學院、內蒙古大學民族學與社會學學院、中南民族大學民族學與社會學學院、西南民族大學歷史文化學院民族學系、新疆師範大學民族學與社會學學院、貴族民族大學民族學與社會學學院、內蒙古師範大學民族學人類學學院、廣西民族大學民族學與社會學學院、煙台大學民族學系、北方民族大學、雲南民族大學等。此外，復旦大學、清華大學、中國人民大學、中國政法大學、北京師範大學、武漢大學、南京大學、浙江大學、華東師範大學、南開大學、吉林大學、華中科技大學、四川大學、上海大學、蘭州大學、延邊大學、陝西師範大學、安徽大學、西藏大學、西北民族大學等高校設有人類學或民族學的碩士、博士學位授權點，並設有專業的研究機構。

### 臺灣
臺灣的人類學源自於日治時期（1895-1945）對於原住民（當時稱為「番人」）與漢民族的風俗習慣調查。中央研究院學者劉斌雄認為可分為三個時期：一、東京人類學會時期，1895至1900年。二、臨時臺灣舊慣調查會時期，1901到1928年。三、臺北帝大成立到臺灣光復，1928到1945年。
1928年臺北帝國大學（國立臺灣大學的前身）設置「土俗人種學講座」，是目前臺大人類學系的前身。1945年大戰結束，原帝國大學改為國立臺灣大學，該講座亦隨之更名為「民族學研究室」，附屬於文學院歷史學系。1949年設立「考古人類學系」，原「民族學研究室」的相關資源同時併入該系（於1982年改稱人類學系），為台灣人類學研究與教學工作奠立基礎。
1949年臺大考古人類學系的創立背景，係與當年隨同中華民國中央政府遷臺的考古學家與民族學家有關，同時遷臺的相關學術機構為中央研究院歷史語言研究所。該所保存詳盡的河南安陽殷墟早期發掘標本，由李濟、董作賓、石璋如等學者進行研究，晚近學者則以臺灣與東南亞地區考古發掘為主。1955年由民族學家凌純聲籌設的中央研究院民族學研究所，成立初期繼續探討中國少數民族，並對臺灣原住民社會進行搶救民族誌研究。主題逐漸擴展到包含原住民、漢人、大洋洲、中國少數民族研究，目前為臺灣陣容最龐大的人類學機構。
臺灣人類學的學術組織為臺灣人類學與民族學學會。人類學相關系所數目在1980年代後逐漸增長，目前包括國立臺灣大學人類學系、國立政治大學民族學系、國立清華大學人類學研究所、國立東華大學原住民民族學院、國立陽明交通大學客家文化學院、國立中央大學客家學院、國立暨南國際大學東亞學系、慈濟大學人類發展與心理學系、國立臺東大學公共與文化事務學系南島文化研究碩士班、國立金門大學閩南文化碩士學位學程等等。人類學也成為許多大學系所與通識教育的課程。
在1949年之後的臺灣人類學發展，如同其他社會人文學科，受北美傳統影響極深，採取廣義的四大分支。臺灣人類學家的學科歸屬，按成員多寡依序為文化人類學家、考古學家與體質人類學家，語言人類學家則極其有限。亦有前往英國、法國及歐陸各國留學的學者，代表歐陸的社會人類學傳統。歐美兩大傳統之間產生許多對話，也使得臺灣人類學在東亞地區獨樹一幟，具備多角度的國際視野。
台灣大學醫學院的蔡錫圭等在1960年年進行過布農族人骨的測量研究。出版的與體質人類學有關的專著有方宗熙的“古猿怎樣變成人”、賈蘭坡的“北京人的故居”、“河套人”、“中國猿人”、“骨骼人類學綱要”、“中國猿人及其文化”、郭沫若與楊鍾健等的“中國人類化石的發現與研究”、劉咸的“猴與猿”、武況甫編譯的“猿類的生活史”等。
在中國1978年改革開放之前，臺灣是歐美等國人類學家研究華人社會的重要實調地點，曾出版許多知名民族誌作品，例如：葛伯納（Bernard Gallin）、武雅士（Arthur Wolf）、Margery Wolf、孔邁隆（Myron Cohen）、桑高仁（Steven Sangren）等人的作品。由本土人類學家撰述的民族誌為臺灣人類學立下深厚基礎，包括中央研究院民族學研究所、歷史語言研究所、臺大人類學系、政大民族學系及大學院系的期刊與專刊，以及各博物館、省市政府文獻委員會、基金會與出版社刊行的期刊、民族誌與譯本等等。博碩士論文也累積相當可觀的民族誌。
以往臺灣的文化人類學家傾向研究本土的原住民與漢人社會，過去半個世紀以來，對臺灣的族群多樣性與社會文化變遷留下珍貴記錄。也為1990年代以來勃興的本土區域族群研究，包括原住民、客家、閩南、當代流行文化等，建立堅強的理論與方法論基礎。另一方面，臺灣地區自1960年代以來快速工業化與都市化，也產生對於考古搶救發掘的迫切需求，例如臺南科學園區的考古發掘案。近年來，臺灣加強對東南亞社會與太平洋南島民族議題的跨學科關注，人類學家也參與其中。
另一方面，隨著歐美人類學對華人社會的研究重心轉移至中國大陸，許多留學海外的臺灣人類學家也隨之前往中國研究，其中以少數民族地區居多，並進一步引領臺灣學生繼續研究相關主題。海峽兩岸的人類學交流也漸趨頻繁。
總括來說，臺灣人類學將兼顧傳統與創新，持續在臺灣本土、東南亞與太平洋、中國大陸等地進行研究，以促進民族誌知識累積、理論對話與應用普及。

### 香港
香港中文大學人類學系成立於1980年，由華人世界人類學大師喬健創立，研究區域包括華南、香港、臺灣、東亞和東南亞地區，研究課題包括文化認同、都市社區、婦女與性別認同的建構、中國民間宗教、中國少數民族、亞洲飲食文化、文化與旅遊，以及華南地區的史前文化。為目前兩岸四地唯一採取全英文教學的人類學系。由於地利之便，香港中文大學人類學系與中國各大學人類學系維持長期學術研究合作，特別是廣州的中山大學。2010年11月8日成立「香港中文大學—中山大學歷史人類學研究中心」，由中大偉倫歷史學講座教授科大衛教授擔任主任。科教授表示：「研究中心將致力開展卓越學科領域計劃的研究項目，並在廣泛的實證研究基礎上，累積中國社會的研究資料，探討關於中國社會的歷史人類學研究的理論和方法。」

## 人类学的研究方法
人类学的研究方法主要有：
- 全貌觀：从社会文化和人类行为的各个方面和层次研究社会的文化元素和行为，把社会或文化当作一个整体来研究
- 文化相對論：这是对文化人类学的研究态度和文化评价。要求研究者客观地看待被研究的对象。一般采用文化主位研究法，从被研究者的角度来看待被研究者的文化。
- 泛文化比較：对不同的文化进行广泛的比较研究。
- 田野调查：研究者深入到研究地点，进行长期到记录与研究。
- 结构化研究：把社会本身理解成由各种关系构成的网络，每一种关系就是一种维度。

## 四大分支與應用人類學的討論

### 關於四大分支的論辯
在美國，人類學經常被界定為"整體論"（全貌觀）且立基於「四大分支」的研究取向。有一場持續進行的爭辯，是關於這究竟在美國學術制度架構中，從理論上與實務上是否具有意義。支持者認為人類學的整體觀有兩種意義：這門學科探討跨越時間與空間的所有人類，並研究人類的所有面向（演化、生物體質、社會政治、經濟、文化、語言、心理等等）；依循著四大分支的人類學取向，許多大學課程與研究計畫涵蓋下列項目：
- 體質人類學或称生物人类学
- 考古學
- 語言人類學
- 文化人類學或称社會人類學、社会文化人类学

許多領導群倫的人類學家，針對將人類學界定為整體論與"四大分支"的研究取向，提出論辯，他們認為這些想法是十九世紀以降的社會文化進化論思想的產物，並不適於用來將科學實證論特別強加在文化人類學之上。這一股「整合」社會文化人類學（本質上關連到人文學）與「生物-體質人類學」（本質上關連到自然科學）的壓力，已有學者批評其為不恰當的實證論（其信念是，唯一正確的知識源自將科學方法加諸於文化人類學）。這個評論是1960年代晚期，由多位人類學家，如馬紹爾·薩林斯針對社會生物學的發展所提出，並論及美國人類學的"四大分支整體論"。雖然四大分支及其論辯源自於美國，但已在美國的學術影響力之下，向國際間輸出。
在美國有部份人類學的次領域（次分支）跨越了這些分支。例如，醫療人類學往往被視為社會文化人類學的分支；然而，有許多研究醫療議題的人類學家也探討群體中的生物變異，或是文化與生物的互動。他們也可能採用語言分析，以了解圍繞在衛生與疾病議題的溝通，或是運用考古學技術，以了解歷史時代或史前時代人群的衛生與疾病。同樣地，法醫人類學可能同時採用體質人類學與考古學的技術，也可能採取類似醫療人類學家的作法。環境人類學或生態人類學是逐漸成長的次領域，關注人類及其環境的關係，是另一個結合文化人類學與生物人類學研究取向的例子（有時也包括考古學在內），這是由於它能處理範圍甚大的許多議題，從環境主義、野生動植物保育或棲息地保護、到傳統生態知識與行為。生物文化人類學是一個廣義的術語，用以描述各種文化與生物觀點的融合。
正如前面列舉的各個分支，人類學是一個具有多樣化的方法論的學科，包括了量化方法與質性方法。民族誌研究方法—植基於實地田野研究的密集個案研究—在社會文化人類學以及語言人類學的文獻上，具有一個歷史上的核心地位，但這種研究法正由混合各種研究方法的取向所補充。目前，科技進步已刺激人類學各個分支的方法論創新。碳元素定年法、群體遺傳學、GPS、數位攝影與錄音等等，僅僅是刺激人類學研究嶄新發展的眾多新科技的其中幾項。

### 應用人類學
應用人類學也許最好被視為一個重點強調，而不是如同標準的四大分支意義下的另一個分支。應用人類學家可以為政府機構、非政府組織或私人企業工作，運用來自四大分支的研究技術來處理一些議題，例如政策執行、影響評估、教育、行銷研究或產品發展。

## 關於人類學史的爭論
人類學家，如同其他研究者（特別是從事田野研究的歷史學家與科學家），在過去曾協助國家政策與計畫，尤其是殖民主義。
某些評論者指出：
- 人類學這個學科由殖民主義所生成，也許與殖民主義具有結盟關係，並從它衍生出一些基本概念，無論是不是有意識地[79]。
- 人類學家往往比他們所研究的人們享有更多權力，因此他們的知識生產過程是一種竊取，在其中人類學家謀求自己的獲益，而犧牲了報導人。
- 民族誌研究工作往往是反歷史的，他們在書寫這些人群的時候，就好像他們是在一種「民族誌的現在式」之中，而「脫離時間」 (Johannes Fabian《Time and the Other: How Anthropology Makes Its Object》).

### 人類學與軍事
人類學家與美國政府的關聯，格外引發在這個學科之內的激烈爭辯。鮑亞士公開反對美國參與第一次世界大戰，並在戰後發表了一篇綜合報告，披露與譴責幾位美國人類學家以科學家身份做為偽裝，參與在墨西哥的間諜活動。然而到1940年代，鮑亞士學派的許多人類學家積極參與同盟國的戰爭行動，以對抗「軸心國」（納粹德國、法西斯義大利、日本帝國）。許多人在陸軍服役，且有其他人在情報機構服務（例如，战略情报局與美国战时情报局）。在此同時，David H. Price對冷戰時期美國人類學的研究顯示，有幾位美國人類學家由於對共產黨表示同情，而遭到撻伐並解職。
有一些學者試圖指控人類學家與美國中央情報局以及政府情報單位的共謀關係，但令人吃驚的是這個聲音變得相當微弱。許多人類學家活躍於反戰運動，並在美國人類學會年會通過許多譴責戰爭的各個面向的議案。自從越戰以來的數十年間，至少在社會文化人類學方面的論調，已逐漸政治化，而早年世代的自由論調，已由更加激進的論點所取代，混合著馬克思論者、女性主義論者、無政府主義論者、後殖民、後現代、萨义德论者、傅科學派、認同根基及其他論點。
人類學專業組織往往反對將人類學運用於支持國家利益。這些組織的倫理守則可能禁止人類學家提供秘密簡報。英國與大英國協社會人類學會（The Association of Social Anthropologists of the UK and Commonwealth [ASA]）表示有某些獎學金在倫理上是危險的。美國人類學會現有的「專業責任聲明」清楚指出「關於人類學家自己國家的政府以及地主國家的政府，...不能同意進行秘密研究，也不能提供任何形式的秘密報告或匯報」。

## 人類學的重大討論

### 對「異文化」的研究焦點
某些學者主張人類學源自於並發展為對於「異文化」的研究，這是同時就時間（過去的社會）與空間（歐洲裔以外的社會/非西方社會）的角度而論。例如，在都市人類學的經典，Ulf Hannerz在他引發豐富後續討論的《探索都市：對都市人類學的探究》(Exploring the City: Inquiries Toward an Urban Anthropology）一書的引言提及，在習慣上，第三世界受到人類學的最多關注；傳統上專精於「異文化」的人類學家，前往遙遠的地方找尋這些文化，直到1960年代晚期才開始注意「脫離常軌」。現在已有許多作品探討非常接近作者「家鄉」的人群與主題。也有學者主張其他的學科領域，像是歷史學與社會學，相對地過度重視西方。
在法國，對當代社會的研究在傳統上保留給社會學家，但這個情況正在改變，從1970年代開始，由Isac Chiva等學者與《田野工作》（Terrain）等期刊，以及由Marc Augé所創立的《人類學當代社會研究中心》（Le Centre d'anthropologie des mondes contemporains）等。同樣對於「當代社會」的研究取向，也出現於英國1950年代的曼徹斯特學派。

## 参見
- 人类学家列表
- 文化人類學
- 人類演化
- 文化區
- 人类学系

## 進階閱讀

### 字典與百科全書
- Barfield, Thomas (1997).  The dictionary of anthropology.  Hoboken: Wiley-Blackwell Publishing.
- Levinson, David and Melvin Ember. eds. (1996) Encyclopedia of Cultural Anthropology. (4 vols.) New York: Henry Holt.

### 概論
- 王銘銘：《人類學是什麼》（北京：北京大學出版社，2002）。
- 李亦園：《人類學與現代社會》（臺北：牧童出版社，1975）。

### 田野筆記與回憶錄
- 喬健：《飄泊中的永恆——人類學田野調查筆記》（濟南：山東畫報出版社，1999）。
- Barley, Nigel (1983) The innocent anthropologist: notes from a mud hut. London: British Museum Publications.
- Geertz, Clifford (1995) After the fact: two countries, four decades, one anthropologist. Cambridge, MA: Harvard University Press.
- Lévi-Strauss, Claude (1967) Tristes tropiques. Translated from the French by John Russell. New York: Atheneum.
- Malinowski, Bronisław (1967) A diary in the strict sense of the term. Translated by Norbert Guterman. New York, Harcourt, Brace & World.
- Mead, Margaret (1972)  Blackberry winter: my earlier years. New York: William Marrow.
- Mead, Margaret, (1977)  Letters from the field, 1925 - 1975. New York: Harper & Row.
- Rabinow, Paul. (1977) Reflections on fieldwork in Morocco.

### 人類學史
- Gregory E. Guldin（顧定國）著，胡鴻保等譯：《中國人類學逸史：從馬林諾斯基到莫斯科到毛澤東》（北京：社會科學文獻出版社，2000）。
- Asad, Talal, ed. (1973) Anthropology & the Colonial Encounter. Atlantic Highlands, NJ: Humanities Press.
- Barth, Fredrik, Andre Gingrich, Robert Parkin,  One Discipline, Four Ways: British, German, French, and American anthropology. Chicago: University of Chicago Press.
- D'Andrade, R. "The Sad Story of Anthropology: 1950-1999." In E. L. Cerroni-Long, ed. Anthropological Theory in North America. Westport: Berin & Garvey 1999. download
- Darnell, Regna. (2001) Invisible Genealogies: A History of Americanist Anthropology. Lincoln, NE: University of Nebraska Press.
- Deeb, Benjamin. (2007) Anthropology and Social Problems: A Manual of Change.
- Harris, Marvin. (2001[1968]) The rise of anthropological theory: a history of theories of culture. AltaMira Press. Walnut Creek, CA.
- Kehoe, Alice B. (1998)  The Land of Prehistory: A Critical History of American Archaeology.
- Lewis, Herbert S. (1998) "The Misrepresentation of Anthropology and its Consequences." American Anthropologist, 100: 716-731.
- Lewis, Herbert S. (2004) "Imagining Anthropology's History." Reviews in Anthropology, v. 33.
- Lewis, Herbert S. (2005) "Anthropology, the Cold War, and Intellectual History. In R. Darnell & F.W. Gleach, eds. Histories of Anthropology Annual, Vol. I.
- Pels, Peter & Oscar Salemink, eds. (2000) Colonial Subjects: Essays on the Practical History of Anthropology.
- Price, David. (2004) Threatening Anthropology: McCarthyism and the FBI's Surveillance of Activist Anthropologists.
- Stocking, George, Jr. (1968) Race, Culture and Evolution. New York: Free Press.
- Trencher, Susan. (2000) Mirrored Images: American Anthropology and American Culture, 1960-1980.
- Gisi, Lucas Marco. (2007) Einbildungskraft und Mythologie. Die Verschränkung von Anthropologie und Geschichte im 18. Jahrhundert, Berlin, New York: de Gruyter.

### 重要理論作品
- Clifford, James and George E. Marcus (1986) Writing culture: the poetics and politics of ethnography. Berkeley: University of California Press.
- Geertz, Clifford (1973) The Interpretation of Cultures. New York: Basic Books.
- Harris, Marvin (1997) Culture, People, Nature: An Introduction to General Anthropology（7th Edition）. Boston: Allyn & Bacon
- Salzmann, Zdeněk. (1993) Language, culture, and society: an introduction to linguistic anthropology. Boulder, CO: Westview Press.
- Shweder, Richard A., and Robert A. LeVine, eds. (1984) Culture Theory: essays on mind, self, and emotion. Cambridge, UK: Cambridge University Press.

### 組織
- 世界人類學組織聯合會（The World Council of Anthropological Associations） (WCAA) （页面存档备份，存于）

#### 歐美地區
- 美國人類學會首頁（American Anthropological Association Homepage） （页面存档备份，存于）
- 美國體質人類學家協會（American Association of Physical Anthropologists） （页面存档备份，存于）
- 歐洲社會人類學家協會（European Association of Social Anthropologists） （页面存档备份，存于）
- 美國國家人類學實踐促進會（National Association for the Practice of Anthropology） （页面存档备份，存于）
- 英國皇家人類學會首頁（The Royal Anthropological Institute Homepage） （页面存档备份，存于）
- 美國應用人類學會（The Society for Applied Anthropology） （页面存档备份，存于）

#### 澳洲紐西蘭
- 澳洲人類學會（The Australian Anthropological Society） （页面存档备份，存于）
- 紐西蘭社會人類學家協會（The Association of Social Anthropologists of Aotearoa/New Zealand）

#### 東亞
- 東亞人類學會（The Society for East Asian Anthropology （SEAA）)美國人類學會的分支組織。

#### 日本
- 日本人類學會（The Anthropological Society of Nippon，英文) （日本語） （页面存档备份，存于）
- 日本文化人類學會（The Japanese Society of Cultural Anthropology，英文) （日本語） （页面存档备份，存于）

#### 華人地區
- 社会学人类学中国网（页面存档备份，存于）
- 臺灣人類學與民族學學會 （页面存档备份，存于）
- guavanthropology.tw （芭樂人類學，臺灣人類學家合寫的部落格） （页面存档备份，存于）
- 香港人類學會 （页面存档备份，存于）
- 人类学天地（页面存档备份，存于）
- 人类学学习交流天地（页面存档备份，存于）
- 人类学——人及其文化研究，爱德华·泰勒著连树声译（全文）
- face21cn人类学网站（页面存档备份，存于）
- 兰海的分子人类学论坛 （页面存档备份，存于）
- 现代人类学通讯

### 資源
- 世界各地的人類學系
- 美國自然歷史博物館人類學門（Division of Anthropology, American Museum of Natural History）（页面存档备份，存于）超過160,000項來自太平洋、北美、非洲、亞洲等地的民族學蒐藏，具有影像與詳細描述，可在線上連結到原始的登錄頁、田野記錄與照片。
- 美國史密森機構國家人類學檔案（National Anthropological Archives, Smithsonian Institution）蒐集並保存歷史與當代人類學資料，這記錄世界的文化與人類學史。
- 人類學線上字典（Online Dictionary of Anthropology） （页面存档备份，存于）
- 人類學線上索引（The Anthropological Index Online） （页面存档备份，存于）
- 人文科學的跨學科性 （页面存档备份，存于）
- 人類學的基礎理論 （页面存档备份，存于）